# Zeynəddin Bilalov
Zeynəddin Bilalov (* 30. November 1965 in Gelhen, Dagestanische ASSR, Sowjetunion) ist ein ehemaliger aserbaidschanischer Leichtathlet im Behindertensport.

## Sportliche Karriere
Aufgrund umfassender Blindheit trat Bilalov in den Klassifizierungsgruppen T11 und F11 an (T = en. für track, F = en. für field). Seine größten Erfolge feierte er in den Disziplinen Dreisprung und Weitsprung, in denen er in den 2000er Jahren mehrere Medaillen bei Paralympischen Sommerspielen sowie bei Welt- und Europameisterschaften gewinnen konnte. 2003 wurde er Europameister im Dreisprung.
Weniger erfolgreich war sein Abschneiden im 100-Meter-Lauf. Sowohl bei den Paralympics 2000 in Sydney als auch bei jenen 2004 in Athen kam er nicht über die Vorläufe hinaus. 2008 in Peking war er Mitglied der 4-mal-100-Meter-Staffel seines Heimatlandes, die ihr Vorlaufrennen allerdings nicht beenden konnte.

## Ehrungen
Anfang Februar 2008 wurde Bilalov mit dem aserbaidschanischen Staatspreis, der Tərəqqi-Medaille, ausgezeichnet. Acht Jahre später erhielt er im Februar 2016 eine „Ehrenurkunde des Präsidenten der Republik Aserbaidschan“.